# Lingue sukuma-nyamwezi
Le lingue sukuma-nyamwezi sono un gruppo di lingue bantu parlate nell'Africa orientale.

## Distribuzione geografica
In totale, le lingue sukuma-nyamwezi vengono parlate da circa 7 milioni di persone, residenti nella parte occidentale e nordoccidentale della Tanzania (regioni di Tabora, Shinyanga, Rukwa, Singida, Mwanza e Mbeya). Buona parte dei parlanti madrelingua è multilingue con le lingue nazionali della Tanzania (swahili e inglese), che vengono parlate come seconda o terza lingua.

### Dialetti e lingue derivate
Vengono identificate sei lingue appartenenti a questo gruppo. Le due maggiori, che danno il nome all'intero gruppo, sono il sukuma (5,4 milioni di locutori madrelingua) e il nyamwezi (circa 1 milione), parlate dagli appartenenti agli omonimi e strettamente imparentati gruppi etnici. Queste due lingue hanno un elevato grado di mutua comprensibilità (la similarità lessicale è superiore all'80%) e vengono a volte considerate un continuum dialettale.
Accanto a queste vengono identificate altre lingue minori:
- konongo (codice ISO 639-3 kcz), molto vicina al nyamwezi, tanto che viene a volte considerata una sua variante dialettale;[3][8]
- sumbwa (suw), parlata da circa 200.000 persone[9] nella parte occidentale della regione di Shinyanga;[10]
- kimbu (kiv), con alcune decine di migliaia di parlanti,[9] parlata da una popolazione seminomade stanziata nella parte centro-occidentale del Paese;[11]
- bungu (wun), parlata da 36.000 persone[9] stanziate lungo la sponda orientale del lago Rukwa.[6]

## Classificazione
Vengono classificate all'interno del gruppo delle lingue bantu F (insieme con i gruppi nyilamba-langi e tongwe) con il codice F.20.
Secondo Ethnologue, la classificazione delle lingue sukuma-nyamwezi è la seguente:
- Lingue niger-kordofaniane
  - Lingue congo-atlantiche
    - Lingue volta-congo
      - Lingue benue-congo
        - Lingue bantoidi
          - Lingue bantoidi meridionali
            - Lingue bantu
              - Lingue bantu centrali
                - Lingue bantu F
                  - Lingue sukuma-nyamwezi